# Le plus beau jour de ma vie
Le plus beau jour de ma vie is een nummer van Mony Marc. Het was tevens het nummer waarmee ze België vertegenwoordigde op het Eurovisiesongfestival 1956 in de Zwitserse stad Lugano. De uitslag is onbekend; enkel de winnaar werd bekendgemaakt. Het was de tweede Belgische inzending op dit eerste Eurovisiesongfestival, het enige festival waar elk land met twee nummers mocht aantreden. De andere Belgische inzending was Messieurs les noyés de la Seine, gezongen door Fud Leclerc.
Op 21 december 2011 raakte bekend door de EBU dat het lied op een 2de plaats eindigde. Het puntentotaal is wel nog altijd onbekend.